# Handbra

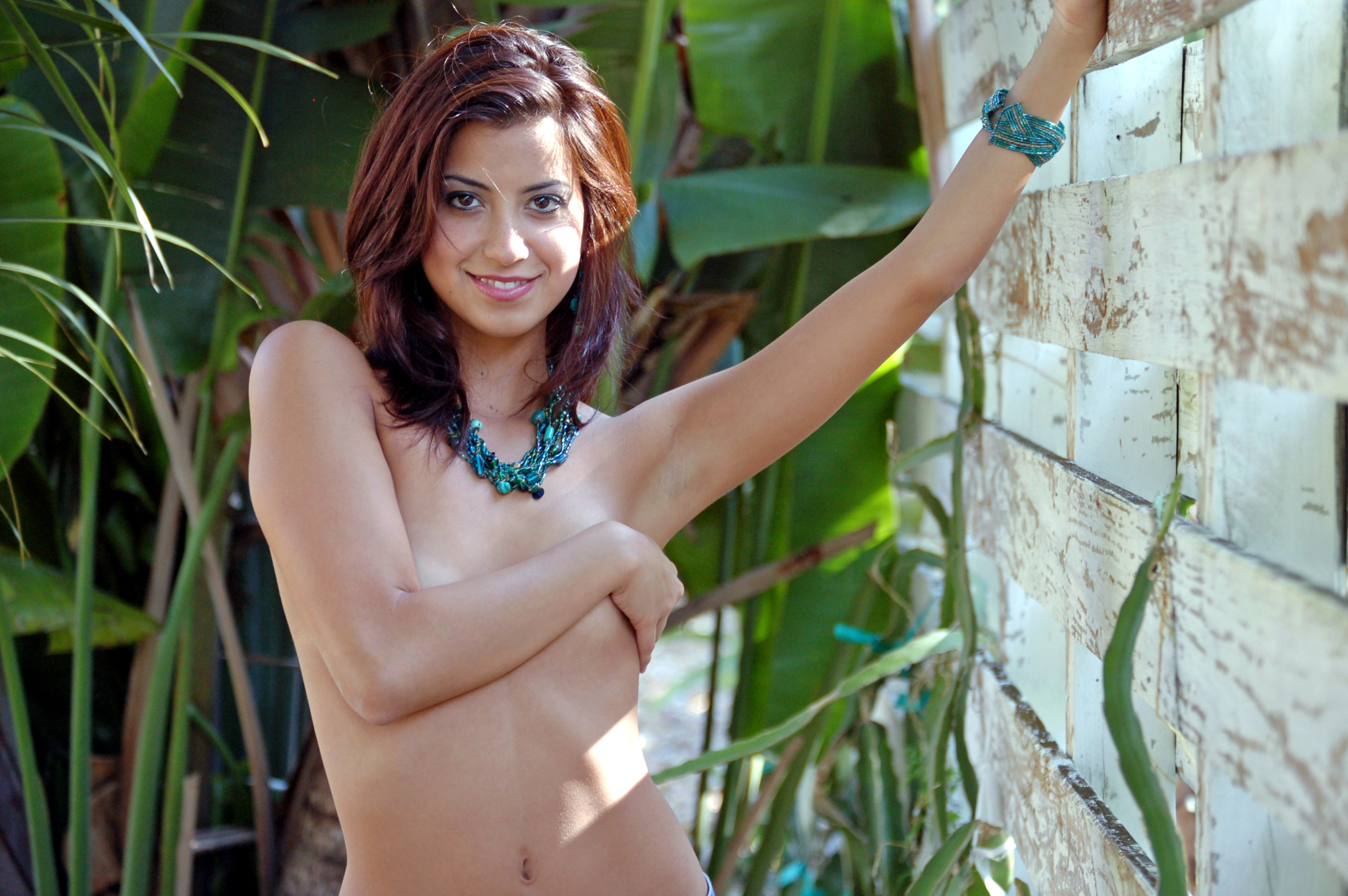
Handbra.

Un handbra (del inglés hand, «mano» + bra, «sostén»), o sujetador dactilar es una postura corporal en la que una mujer, generalmente desnuda o semidesnuda, se tapa con las manos o brazos uno o ambos pechos. Es habitual en portadas de algunas revistas o escenas de porno blando.
También es posible que la mujer fotografiada no quiera en ese momento que le miren los pechos, por pudor u otras circunstancias, o que sea otra persona o cuerpo quien los oculte a la vista (cuando se trata de un pez u otro tipo de animal marino situados a la altura del busto, se denomina fishbra o fish bra).